# Саберт
Саберт (англ. Sæberht) — король Эссекса в 604—616 годах. В 604 году архиепископ Августин послал своего священника Меллита с целью крещения народа Эссекса. Меллит стал епископом Лондона, тогда же и был построен Собор Святого Павла. Саберт был первым, кто крестился в Эссексе. В 2003 году в Приттлвелле была обнаружена гробница Саберта. Сохранившиеся фрагменты савана с вышитыми на нем крестами подтверждают версию о принятии христианства Сабертом. В 616 году Саберт умер, и его владения были поделены между его сыновьями.